# 天使のリボルバー
『天使のリボルバー』（てんしのリボルバー）は、日本のロックバンド、BUCK-TICKの15枚目のオリジナルアルバム。2007年9月19日にBMG JAPANよりリリースされた。
初回盤は「RENDEZVOUS 〜ランデヴー〜」・「Alice in Wonder Underground」のPVを収録したDVD付特別ジャケット仕様。
ジャケットクレジットは篠山紀信。

## 解説
- バンドのメジャーデビュー20周年を記念し、オリジナルアルバムとしては前作『十三階は月光』から約2年半ぶりに発売された作品。ベストアルバムを含めても、2005年の『CATALOGUE 2005』以来約1年10か月ぶりの新作となる。前作に続きデジタルな要素を極力排除したシンプルなバンドサウンドをテーマとした作品[2]。

- 2017年11月7日に、デビュー30周年を記念し、全曲リマスター・ブルースペックCD2・紙ジャケット仕様で再発売された[3]。

## リリース履歴
| No. | 日付          | レーベル         | 規格                              | 規格品番                    | 最高順位 | 備考 |
| --- | ------------- | ---------------- | --------------------------------- | --------------------------- | -------- | --- |
| 1   | 2007年9月19日 | BMG JAPAN        | CD+DVD(初回生産限定盤) CD(通常盤) | BVCR-17057/17058 BVCR-11107 | 5位      | 初回生産限定盤はDVD付(｢RENDEZVOUS～ランデヴ～｣｢Alice in Wonder Underground｣ MUSIC VIDEO収録)・特殊ジャケット仕様 |
| 2   | 2017年11月7日 | アリオラジャパン | Blu-Spec CD2                      | BVCL-30042                  | 241位    | デジタルリマスター盤、紙ジャケット仕様                                                                           |

## 収録曲

### 一覧
| 全編曲: BUCK-TICK。 |                                                    |          |          |
| #                   | タイトル                                           | 作詞     | 作曲     |
| 1.                  | 「Mr.Darkness & Mrs.Moonlight」                    | 今井寿   | 今井寿   |
| 2.                  | 「RENDEZVOUS 〜ランデヴー〜」(先行シングル第1弾)   | 櫻井敦司 | 今井寿   |
| 3.                  | 「モンタージュ」                                   | 今井寿   | 今井寿   |
| 4.                  | 「リリィ」                                         | 今井寿   | 今井寿   |
| 5.                  | 「La vie en Rose〜ラヴィアン・ローズ〜」           | 櫻井敦司 | 星野英彦 |
| 6.                  | 「CREAM SODA」                                     | 櫻井敦司 | 星野英彦 |
| 7.                  | 「RAIN」                                           | 櫻井敦司 | 今井寿   |
| 8.                  | 「BEAST」                                          | 櫻井敦司 | 今井寿   |
| 9.                  | 「絶界」                                           | 櫻井敦司 | 今井寿   |
| 10.                 | 「Snow white」                                     | 櫻井敦司 | 星野英彦 |
| 11.                 | 「スパイダー」                                     | 櫻井敦司 | 今井寿   |
| 12.                 | 「Alice in Wonder Underground」(先行シングル第2弾) | 今井寿   | 今井寿   |
| 13.                 | 「REVOLVER」                                       | 櫻井敦司 | 今井寿   |

## 参加ミュージシャン
- 櫻井敦司 - ボーカル
- 今井寿 - ギター、ノイズ、コーラス
- 星野英彦 - ギター、コーラス
- 樋口豊 - ベース
- ヤガミトール - ドラムス

### サポートミュージシャン
- 横山和俊 - マニピュレート、キーボード
- 岡崎達成 (AGE of PUNK、Lucy) - ティンパニ、ドラム監修
- SELIA - カウンターテナー (M-1・13)
- 岡村美央 - バイオリン (M-7・10)